# GrandSoissons Agglomération
GrandSoissons Agglomération (anciennement Communauté d'Agglomération du Soissonnais) est une communauté d'agglomération française, située dans le département de l'Aisne et la région administrative Hauts-de-France). 
Cet établissement public de coopération intercommunale succède à plusieurs structures et regroupements de communes destinés à mettre en commun de services et de moyens, pour réaliser des projets de développement local et d'aménagement du territoire soissonnais.

## Historique
La communauté d'agglomération est créée par un arrêté préfectoral le 29 décembre 1999 sous le nom de « communauté d'Agglomération du Soissonnais », en succédant à la « communauté de Communes du Soissonnais » (créée le 1er janvier 1993). 
- Le premier regroupement de communes dans le Soissonnais est apparu pour mutualiser des services spécialisés :
Dès la fin des années 1950, la ville de Soissons est sollicitée par les communes périphériques pour créer une entente pour les besoins de collecte et de traitement des déchets ménagers. Cette entente prend la forme d'un syndicat à vocation multiple. Le 18 mars 1966, la création du Syndicat intercommunal à vocation multiple de la Région de Soissons (SIVOM de Soissons) est autorisée par un arrêté préfectoral. Il réunit les communes de Belleu, Bucy-le-Long, Courmelles, Crouy, Soissons, Venizel et Villeneuve-Saint-Germain.

Le SIVOM exerçait la collecte et le traitement des ordures ménagères, l'assainissement et le traitement des eaux usées, ainsi que les travaux et prestation de voirie, dont le balayage mécanisé des rues. Les communes pouvaient adhérer pour une ou plusieurs de ces compétences.
- Par ailleurs, en 1984, Le SITUS, Service intercommunal de transport urbain soissonnais, est créé pour les besoins en transport urbain.

À la fin des années 1980, les communes souhaitent se regrouper pour développer des projets en commun : 
- En 1989, une première association locale pour la mise en œuvre d'une politique de développement intercommunal est constituée, c'est l'APDLS (Association pour la promotion du développement local soissonnais). Elle est créée pour assurer la charge financière que doit supporter la ville de Soissons pour le doublement de la RN31 (3e tranche).
- En 1991, un Syndicat intercommunal des études de programmation, le SIEP, va permettre de réviser le schéma directeur du territoire.
- En 1992, l'association se transforme en Syndicat de Communes du Bassin Soissonnais pour mettre en œuvre un Programme Local de l'Habitat. Cette nouvelle structure avait pour objectifs d'exercer les missions confiées par les communes en matière de promotion et de développement local, et de l'aménagement du territoire du bassin soissonnais.
- À la suite de la loi d'orientation relative à l'Administration territoriale de la République, dite loi ATR, le Syndicat devient la communauté de communes du Soissonnais. Les communes coopèrent pour exercer de manière plus efficace leurs compétences.
- Entre 1993 et 1995, la première zone d’activités intercommunale voit le jour : la zone des Etomelles à Villeneuve-Saint-Germain.

À l'aube de l'an 2000, la loi relative au renforcement et à la simplification de la coopération intercommunale du 12 juillet 1999, dite loi Chevènement, va permettre à la communauté de communes de se transformer en Communauté d'Agglomération du Soissonnais. En plus des compétences obligatoires, la communauté d'agglomération prend en charge la compétence assainissement, ainsi que le schéma directeur, et reprend par transfert du SIVOM, la compétence ordures ménagères en 2003. Le SIEP et le SIVOM se dissolvent.
Par délibération du 30 juin 2005, le Conservatoire de Musique et de Danse, la piscine et l'aérodrome de Soissons lui sont également transférés au nom de l'intérêt communautaire, ainsi que l'Office de Tourisme en 2016.
Par arrêté préfectoral du 13 novembre 2018, la Communauté d'Agglomération du Soissonnais change son nom en « GrandSoissons Agglomération ».
Le 1er janvier 2023, Berzy-le-Sec et Noyant-et-Aconin fusionnent pour former la commune nouvelle de Bernoy-le-Château, réduisant ainsi à 27 le nombre de communes regroupées au sein de l'intercommunalité,.

## Territoire communautaire

### Géographie

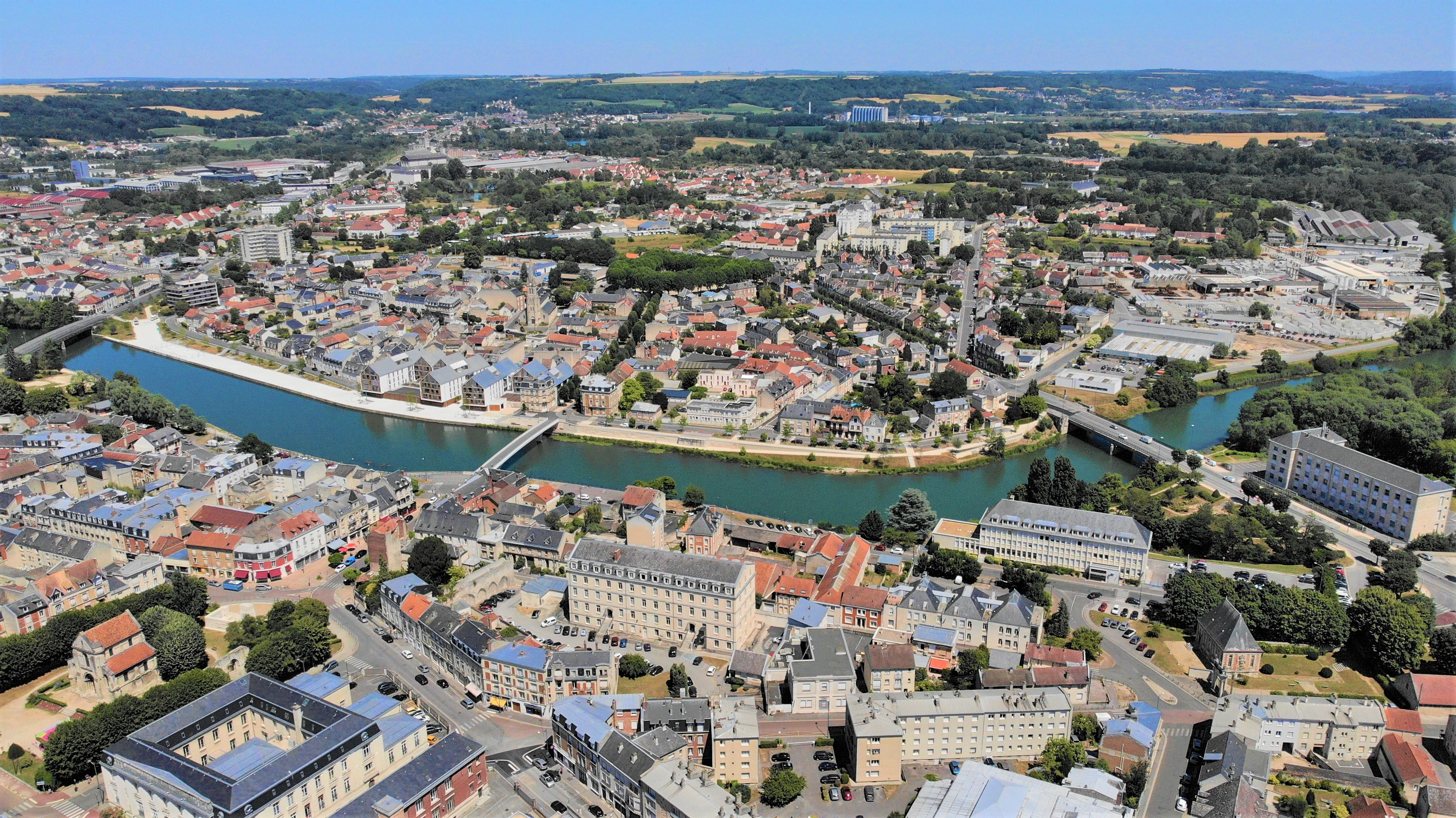
Vue drone GrandSoissons en 2020.

Le territoire administré par GrandSoissons Agglomération se trouve dans la région culturelle et historique de Picardie, à proximité immédiate de l'Île-de-France et est proche de l'Aéroport de Paris-Charles-de-Gaulle, qui est accessible par la RN2.
La ville-centre de Soissons représente environ 56 % de la population communautaire (52 000 habitants environ).

### Composition
En 2023, après la fusion de Berzy-le-Sec et Noyant-et-Aconin, la communauté d'agglomération est composée des 27 communes suivantes :

| Nom                      | Code Insee | Gentilé                  | Superficie (km2) | Population (dernière pop. légale) | Densité (hab./km2) |
| ------------------------ | ---------- | ------------------------ | ---------------- | --------------------------------- | ------------------ |
| Cuffies (siège)          | 02245      | Cufficiens               | 5,02             | 1 760 (2022)                      | 351                |
| Acy                      | 02003      | Acéens                   | 11,67            | 1 013 (2022)                      | 87                 |
| Bagneux                  | 02043      | Balnéolais               | 2,21             | 62 (2022)                         | 28                 |
| Belleu                   | 02064      | Belleusiens              | 4,53             | 3 624 (2022)                      | 800                |
| Bernoy-le-Château        | 02564      |                          | 16,29            | 840 (2022)                        | 52                 |
| Billy-sur-Aisne          | 02089      | Billysiens               | 7,47             | 1 141 (2022)                      | 153                |
| Chavigny                 | 02175      | Chavinéens               | 5,28             | 159 (2022)                        | 30                 |
| Courmelles               | 02226      | Courmellois              | 6,76             | 1 831 (2022)                      | 271                |
| Crouy                    | 02243      | Crouyssiens              | 10,38            | 3 041 (2022)                      | 293                |
| Cuisy-en-Almont          | 02253      | Montécussiens            | 9,17             | 358 (2022)                        | 39                 |
| Juvigny                  | 02398      | Juvigniens               | 13,85            | 286 (2022)                        | 21                 |
| Leury                    | 02424      | Leuryacois               | 3,69             | 102 (2022)                        | 28                 |
| Mercin-et-Vaux           | 02477      | Mercinois                | 7,77             | 945 (2022)                        | 122                |
| Missy-aux-Bois           | 02485      | Missyacois               | 3,04             | 98 (2022)                         | 32                 |
| Osly-Courtil             | 02576      | Oslyens                  | 5,23             | 325 (2022)                        | 62                 |
| Pasly                    | 02593      | Paslysiens               | 3,02             | 1 061 (2022)                      | 351                |
| Ploisy                   | 02607      | Ploisiens ou Ploisyacois | 2,87             | 97 (2022)                         | 34                 |
| Pommiers                 | 02610      | Gnocs                    | 6,69             | 738 (2022)                        | 110                |
| Septmonts                | 02706      | Septmontois              | 4,8              | 571 (2022)                        | 119                |
| Serches                  | 02711      | Serchois                 | 9,1              | 277 (2022)                        | 30                 |
| Sermoise                 | 02714      | Sermoisiens              | 5,51             | 347 (2022)                        | 63                 |
| Soissons                 | 02722      | Soissonnais              | 12,32            | 28 667 (2022)                     | 2 327              |
| Vauxbuin                 | 02770      | Vauxbuinois              | 5                | 771 (2022)                        | 154                |
| Vauxrezis                | 02767      | Valrésiens               | 6,54             | 325 (2022)                        | 50                 |
| Venizel                  | 02780      | Venizellois              | 3,71             | 1 333 (2022)                      | 359                |
| Villeneuve-Saint-Germain | 02805      | Villeneuvois             | 4,54             | 2 585 (2022)                      | 569                |
| Vregny                   | 02828      | Vregnysiens              | 4,5              | 90 (2022)                         | 20                 |

### Démographie
| 1968   | 1975   | 1982   | 1990   | 1999   | 2006   | 2011   | 2016   | 2022   |
| ------ | ------ | ------ | ------ | ------ | ------ | ------ | ------ | ------ |
| 47 584 | 53 179 | 54 661 | 53 764 | 52 452 | 51 472 | 51 817 | 52 143 | 52 447 |

## Organisation

### Siège

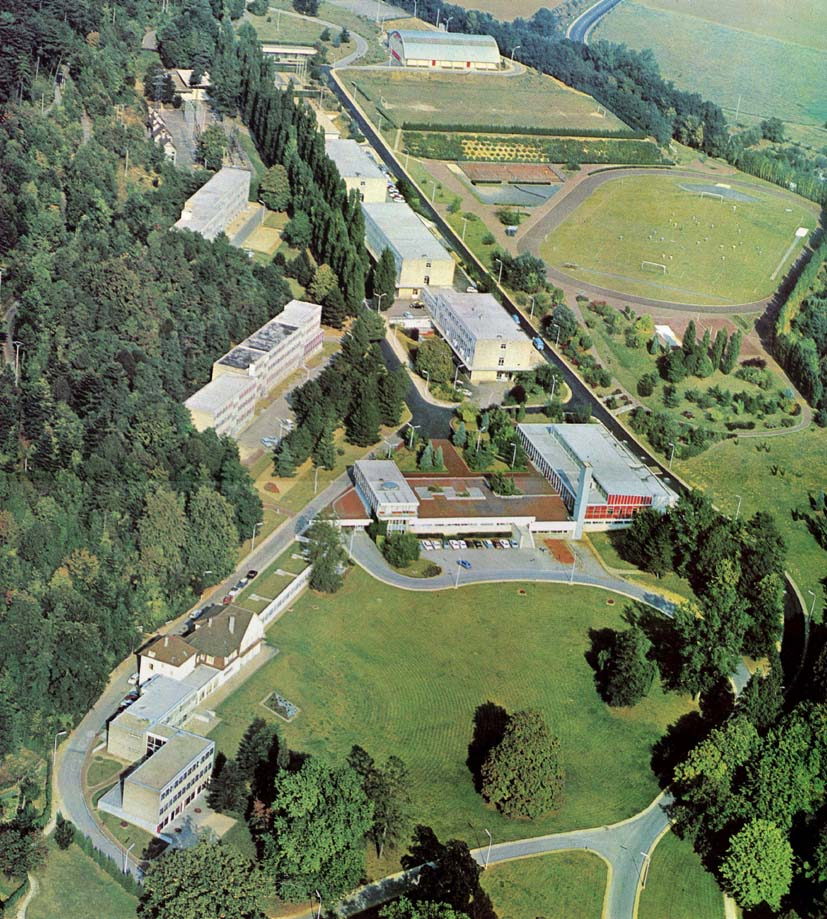
Vue aérienne du siège de GrandSoissons Agglomération - 2002

Le siège de la communauté d'agglomération est à Cuffies (commune limitrophe de Soissons), 11 avenue F. Mitterrand, Les terrasses du Mail.

### Élus
La communauté d'agglomération est administrée par son conseil communautaire, composé en pour le mandat 2020-2026 de 64 conseillers municipaux répartis de la manière suivante en fonction de leur population : 

- 31 délégués pour Soissons ;

- 4 délégués pour Belleu ;

- 3 délégués pour Crouy ;

- 2 délégués pour Bernoy-le-Château et Villeneuve-Saint-Germain ;

- 1 délégué ou son suppléant pour les 22 autres communes.

Au terme du renouvellement intervenu lors des élections municipales de 2020 dans l'Aisne, le conseil communautaire du 9 juillet 2020 a élu son nouveau président, Alain Crémont, maire de Soissons et désigné ses 12 vice-présidents qui sont, :
1. Philippe Montaron, maire de Belleu. chargé  de l'aménagement du territoire et documents d'urbanisme ;
2. Françoise Champenois, conseillère départementale de l'Aisne et maire de Cuisy-en-Almont, chargée du personnel et de l'administration générale ;
3. M. Dominique Bonnaud, maire-adjoint de Soissons, chargé des finances et de la mutualisation ;
4. Carole Deville-Cristante, conseillère régionale des Hauts-de-France et maire-adjointe de Soissons, chargée de la cohésion sociale ;
5. Marc Couteau, maire de Vauxrezis, chargé du développement durable des déchets et de la GEMAPI ;
6. Ginette Platrier, maire-adjointe de Soissons, chargée des travaux et infrastructures communautaires ;
7. Alex Desumeur, maire de Villeneuve-Saint-Germain, chargé des affaires foncières, de l'aérodrome et des zones d'activité ;
8. Patrick Dumaire, maire de Juvigny, chargé du développement local et rural ;
9. Philippe Deram, maire de Noyant-et-Aconin, chargé de l'habitat et des Gens du voyage ;
10. Jean-Marc Bezin, maire-adjoint de Belleu, chargé de l'assainissement et de l'eau potable ;
11. François Hanse, maire-adjoint de Soissons, chargé de la culture et du patrimoine ;
12. Frédéric Vanier, Conseiller départemental de l'Aisne et maire-adjoint de Soissons, chargé des infrastructures et associations sportives.

Avec 3 conseillers communautaires délégués : 
1. Loïc Lalys, maire de Serches, chargé de l'économie, de la stratégie numérique, du smart territoire et de l'enseignement supérieur
2. Pascal Tordeux, vice-président du conseil départemental de L'Aisne et maire-adjoint de Soissons, chargé du tourisme ;
3. Olivier Engrand, conseiller régionale des Hauts-de-France et maire-adjoint de Soissons, chargé de la mobilité.

Ils forment ensemble le bureau de l'intercommunalité pour le mandat 2020-2026.

### Liste des présidents
| Période       | Période                       | Identité               | Étiquette | Qualité                                                    |
| ------------- | ----------------------------- | ---------------------- | --------- | ---------------------------------------------------------- |
| décembre 1999 | mars 2001                     | Jean-Claude Attencourt | UMP       | Maire de Pasly (1995 → 2008)                               |
| mars 2001     | mars 2008                     | Jean-Marie Paulin      | PS        | Maire de Cuffies (1977 → 2008)                             |
| mars 2008     | 2020                          | Jean-Marie Carré       | DVG       | Couvreur Ancien maire et conseiller municipal de Septmonts |
| juillet 2020  | En cours (au 11 juillet 2020) | Alain Crémont          | DVD       | Chef d'entreprise Maire de Soissons (2014 → )              |

### Compétences
La communauté d'agglomération exerce les compétences qui lui ont été transférées par les communes membres, dans les conditions déterminées par le code général des collectivités territoriales. Il s'agit de : 
- développement économique : zones d’activité, actions de développement économique d’intérêt communautaire.
- aménagement de l’espace communautaire : schéma directeur et schéma de secteur, zones d’aménagement concertées (ZAC) d’intérêt communautaire, organisation des transports urbains.
- équilibre social de l’habitat sur le territoire communautaire : programme local de l’habitat (PLH), politique du logement, notamment du logement social d’intérêt communautaire et action, par des opérations d’intérêt communautaire, en faveur du logement des personnes défavorisées, amélioration du parc immobilier bâti d’intérêt communautaire.
- politique de la ville : dispositif contractuel du développement urbain, de développement local d’insertion économique et social d’intérêt communautaire, dispositifs locaux, d’intérêt communautaire, de prévention de la délinquance.
- voirie d’intérêt communautaire, parcs de stationnement d’intérêt communautaire.
- Assainissement
- lutte contre la pollution de l’air, lutte contre les nuisances sonores, élimination et valorisation des déchets ménagers et déchets assimilés (collecte et élimination).
- équipements culturels et sportifs d’intérêt communautaire.
- Gens du Voyage : pilotage de l'étude globale d'implantation des aires d'accueil ; aire de grand rassemblement temporaire ; aide à la sédentarisation (orientation vers les logements aidés ou adaptés) et suivi de l'accompagnement social (scolarisation....) ; aires permanentes d'accueil,
- Aérodrome : Étude d'implantation, étude de faisabilité, acquisition des terrains, Aménagement, gestion.....
- Animation culturelle : financement du festival PIC'ARTS, du festival BERZYK
- Aménagement de l'espace communautaire : proposition et élaboration des périmètres de zones de développement de l’éolien (ZDE)
- aménagement paysager de parc d’intérêt communautaire
- réseaux et services de télécommunication d’intérêt communautaire
- constitution  des réserves foncières nécessaires à l’exercice des seules compétences de GrandSoissons Agglomération.
- zone d'aménagement différé (ZAD) : exercice du droit de préemption en ZAD et droit de préemption urbain à la demande des communes membres dans les zones d’intérêt communautaire (par délibérations concordantes EPCI-Communes)
- opérations de lotissements à vocation d’habitat à compter de 25 logements en mixité sociale.

### Régime fiscal et budget
La communauté d'agglomération est un établissement public de coopération intercommunale à fiscalité propre.
Afin de financer l'exercice de ses compétences, l'intercommunalité perçoit, comme toutes les communautés d'agglomération, la fiscalité professionnelle unique (FPU) – qui a succédé à la taxe professionnelle unique (TPU) – et assure une péréquation de ressources.
Elle perçoit également la dotation globale de fonctionnement (non bonifiée), la taxe d'enlèvement des ordures ménagères (TEOM), et une redevance spéciale d'enlèvement des Ordures Ménagères qui financent le fonctionnement de ce service public, ainsi que la redevance d'assainissement .
Elle verse une dotation de solidarité communautaire (DSC) à ses communes membres.
Conformément aux règles légales, ses dépenses se répartissent entre l'investissement (réalisation des zones d'activités...) et le fonctionnement (charges de personnel, redistribution aux communes, collecte des déchets, assainissement et habitat...).
Pour cela, un budget est établi et est voté chaque année, avant le 31 mars. Il reflète les grandes orientations prises par le GrandSoissons Agglomération.

### Effectifs
Afin de mettre en œuvre ses compétences, GrandSoissons Agglomération disposait au 31 décembre 2019 de 225 agents permanents et non permanents.

## Projets et réalisations
Conformément aux dispositions légales, une communauté d'agglomération a pour objet d'associer « au sein d'un espace de solidarité, en vue d'élaborer et conduire ensemble un projet commun de développement urbain et d'aménagement de leur territoire ».

### Réalisations
Développement économique
- Le Parc des Etomelles est le premier parc d'activités économique communautaire, établi sur la commune de Villeneuve-Saint-Germain.
- Le Parc du Plateau, est un parc d'activités situé sur la RN2, en direction de Paris, qui relie l'aéroport de Paris-Charles-de-Gaulle et l’Île-de-France, en 45 minutes.Il constitue une opportunité majeure pour les projets d'implantation et/ou de développement.
- Le Parc des Entrepôts, est un parc d'activités pour les entreprises industrielles, artisanales et commerciales. Il a été réalisé à partir de la réhabilitation de la friche Jacob Delafon, sur la commune de Soissons.
- Le Parc des Taillepieds est une zone d'activités, située sur la commune de Crouy.

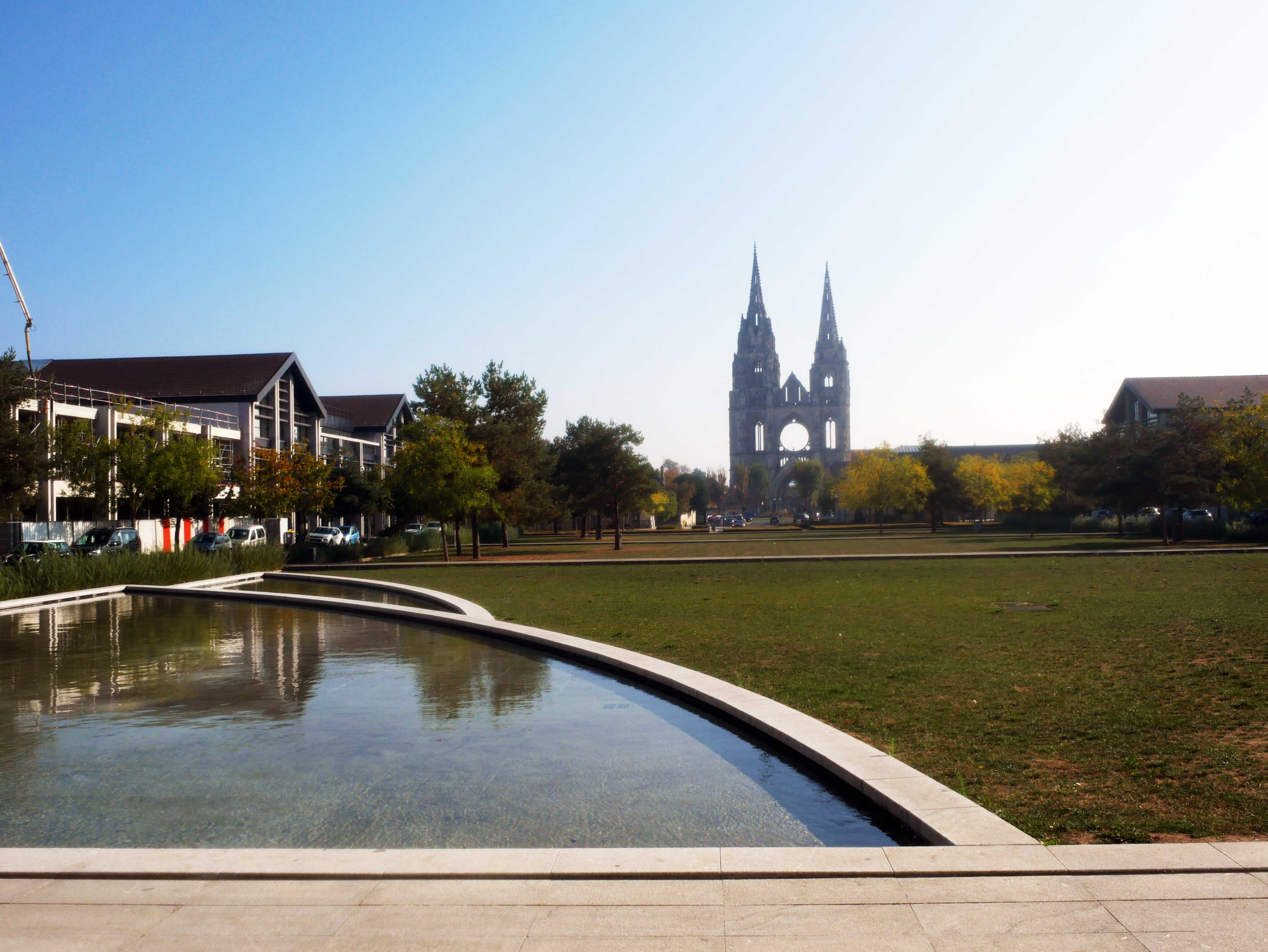
Le Parc Gouraud, vue sur l'abbaye Saint-Jean-des-Vignes

- Le Parc Gouraud est un parc d'activités. Il est situé dans le centre historique de Soissons à deux pas du coeur de ville. Le Parc Gouraud offre un cadre de vie qualitatif avec son site arboré, une population intergénérationnelle, des entreprises, un espace de coworking et de télétravail, une trentaine de cabinets médicaux, un Ehpad, une clinique, un hôtel haut de gamme, de la restauration et un parking aérien. Auxquels on peut ajouter sa proximité avec la dynamique Cité de la Musique et de la Danse de Soissons[18], la quiétude du site historique de l’abbaye de Saint-Jean-des-Vignes et le musée d’expositions d’art contemporain, l’Arsenal. Les bâtiments modernes et classieux du Parc Gouraud ont été pensés par les architectes de renom Jean-Michel Wilmotte et Associés.
- Le Village PME sur les communes de Soissons et Billy-sur-Aisne, issu de la réhabilitation de l'usine BSL[19] (Bignier Schmid-Laurent), proposant des cellules modulables pour les petites et moyennes entreprises.

Équipements

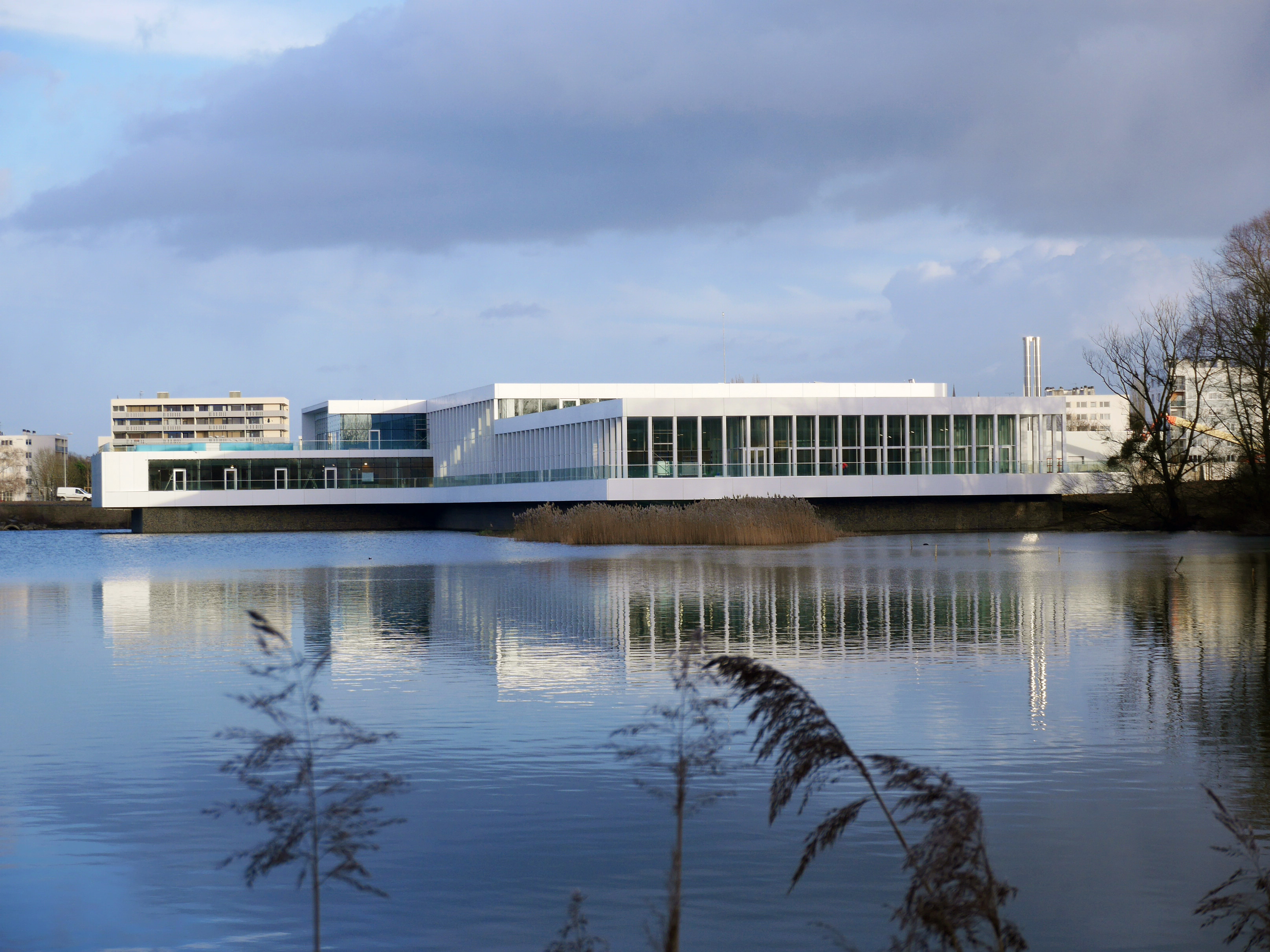
L'établissement communautaire Les Bains du Lac

- Le parking les Yeux verts[20], une réalisation de Jacques Ferrier Architectures, est un parking aérien végétalisé situé sur le Parc Gouraud.
- La salle des arts martiaux, est un équipement destiné à la pratique de l'escrime et des arts martiaux, situé sur la commune de Soissons.
- La Cité de la Musique et de la Danse de Soissons[18] est un équipement culturel à vocation intercommunale, signé Henri Gaudin. Il est doté d'un auditorium destiné à la diffusion et à la création de spectacles vivants de musique, de danse et d'art dramatique, à rayonnement départemental.
- Le Logis des évêques, palais renaissance du château de Septmonts, est un lieu à vocation culturelle. Il a été réhabilité dans le cadre de la valorisation du patrimoine historique, mais aussi dans le but de renforcer les activités culturelles du territoire.
- Les Bains du lac[21], complexe aquatique communautaire à Mercin-et-Vaux, ouvert en 2018[22].

Habitat
- Afin de contribuer à la rénovation du parc de logement, GrandSoissons agglomération a mis en place une Opération programmée d'amélioration de l'habitat (OPAH), qui s'est déroulée de 2009 à 2014[23], puis renouvelée sur la période 2016-2021. Une OPAH-RU (OPAH de renouvellement urbain) pour le « cœur de ville » de Soissons et pour le quartier de la gare a démarré pour la période 2021-2026.

### Projets
- Les Clémencins[24] est un projet de quartier durable sur la commune de Crouy. Il constituera un écoquartier d'environ 400 logements agrémenté d'un parc urbain, dont l'objectif est la préservation du cadre de vie des habitants et du développement durable.
- Le Colombier[25] à Billy-sur-Aisne est également un projet d'écoquartier constitué de 400 logements en 3 hameaux organisés autour d’un vaste espace vert.
- L'aménagement du Quartier de gare de Soissons[26], pour redonner un nouveau visage et une nouvelle vie à cet espace.
- La Grande Salle Multifonction[27] à dominante économique, destinée à accueillir des foires, salons, séminaires, concerts, spectacles et manifestations sportives sur les friches industrielles de Baxi-Focast.